# Gordon Goodwin
Gordon Reginald Goodwin (Lambeth, 17 dicembre 1895 – Leigh, febbraio 1984) è stato un marciatore britannico.

## Palmarès

### Olimpiadi
- Argento a Parigi 1924 nella marcia 10 km.